# Filingue
Filingue è un comune urbano del Niger, capoluogo del dipartimento omonimo nella regione di Tillabéri.

## Servizi
Filingue è sede dell’omonima Prefettura. Vi sono presenti, inoltre, due moschee, un benzinaio e un grande supermercato.